# Jimi Hendrix
James Marshall Hendrix (nacido como Johnny Allen Hendrix; Seattle, Washington, 27 de noviembre de 1942-Notting Hill, Londres, 18 de septiembre de 1970), más conocido como Jimi Hendrix, fue un guitarrista, cantante y compositor estadounidense. A pesar de que su carrera profesional solo duró cuatro años, es considerado uno de los músicos y guitarristas más influyentes de la historia del rock. El Salón de la Fama del Rock and Roll lo describe como «Indiscutiblemente uno de los músicos más grandes de la historia del rock».
Nacido en Seattle, Washington, en una diversa familia afroestadounidense que contaba además con raíces cheroquis, comenzó a tocar la guitarra a los 15 años. En 1961, se enroló en el ejército de los Estados Unidos como paracaidista en la 101.ª División Aerotransportada y se licenció al año siguiente. Poco después, se mudó a Clarksville, Tennessee, y comenzó a tocar en algunos conciertos conocidos como Chitlin' Circuit, donde consiguió un hueco tocando como músico de apoyo de The Isley Brothers y después para Little Richard, con quien continuó hasta mediados de 1965. Más adelante pasó a tocar con Curtis Knight and The Squires antes de mudarse a Inglaterra a finales de 1966 gracias a Linda Keith, quien además llamó la atención del bajista de The Animals Chas Chandler para convertirse en su mánager. En cuestión de meses, Hendrix ya había obtenido tres sencillos Top 10 en el Reino Unido con su banda The Jimi Hendrix Experience: «Hey Joe», «Purple Haze» y «The Wind Cries Mary». Saltó a la fama en Estados Unidos después de su actuación en el Monterey Pop Festival de 1967. Al año siguiente, en 1968, su tercer disco de estudio Electric Ladyland, llegó al primer puesto de la lista estadounidense de éxitos; fue su éxito comercial más grande y único número uno en dicho país. En su momento, fue el artista mejor pagado por su concierto en el Festival de Woodstock (1969) y el Festival de la Isla de Wight (1970), antes de su muerte por ingesta de barbitúricos el 18 de septiembre de 1970 a los 27 años de edad.
Las influencias musicales de Hendrix se inspiraron en el rock and roll y blues eléctrico de Estados Unidos. Es conocido por usar amplificadores con distorsión, alto volumen y ganancia, además de que fue un innovador en aprovecharse de los acoples generados por la guitarra. También ayudó a popularizar el uso del pedal con wah-wah y fue el primero en utilizar efectos phaser estereofónicos en sus grabaciones.
Holly George-Warren de la revista Rolling Stone comentó: «Hendrix fue pionero en el uso del instrumento como una fuente de sonido electrónico. Los guitarristas anteriores a él habían experimentado con acoples y distorsión, pero Hendrix convirtió esos efectos y otros en un vocabulario controlado y fluido igual de personal que el blues con el que comenzó».
Hendrix recibió varios premios durante su vida y también de forma póstuma. En 1967, los lectores de Melody Maker le votaron como el mejor músico popular del año, en 1968, Rolling Stone lo nombró músico del año, Disc and Music Echo le distinguió con el título de mejor músico de 1969, mientras que, en 1970 Guitar Player le otorgó el voto de mejor guitarrista del año.
The Jimi Hendrix Experience ingresó al Salón de la Fama del Rock and Roll en 1992 y en el UK Music Hall of Fame en 2005. Rolling Stone posicionó sus tres discos Are You Experienced, Axis: Bold as Love y Electric Ladyland entre los 100 mejores discos de la historia y a él como el mejor guitarrista y sexto mejor artista de todos los tiempos.

## Antepasados y niñez

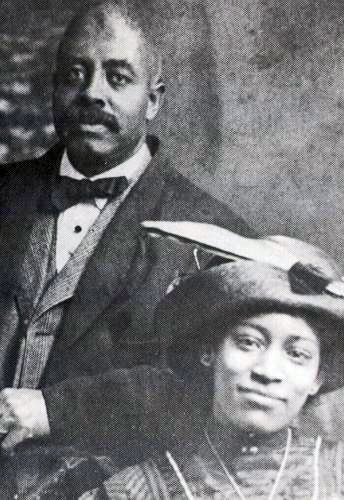
Los abuelos de Hendrix, Ross y Nora Hendrix, 1912.

Jimi Hendrix fue de ascendencia afroestadounidense. Tanto su madre Lucille como su padre Al eran afroamericanos, mientras que su abuela paterna, Zenora «Nora» Rose Moore, era afrodescendiente y un cuarto de Cheroqui. El abuelo paterno de Hendrix, Bertran Philander Ross Hendrix (nacido en 1866), fue resultado de un idilio extramatrimonial entre una mujer llamada Fanny y un mercader de grano de Urbana, Ohio o Illinois, uno de los hombres más ricos del área en aquel momento. El 10 de junio de 1919, Hendrix y Moore tuvieron un hijo llamado James Allen Ross Hendrix, a quien la gente llamaba Al.
Al conoció a Lucille Jeter (1925-1958) en 1941 en un baile en Seattle; como resultado se casaron el 31 de marzo de 1942. Al, que había sido reclutado para luchar en la Segunda Guerra Mundial, se marchó a entrenar tres días después de la boda. Johnny Allen Hendrix nació el 27 de noviembre de 1942 en Seattle; fue el primero de cinco hijos.

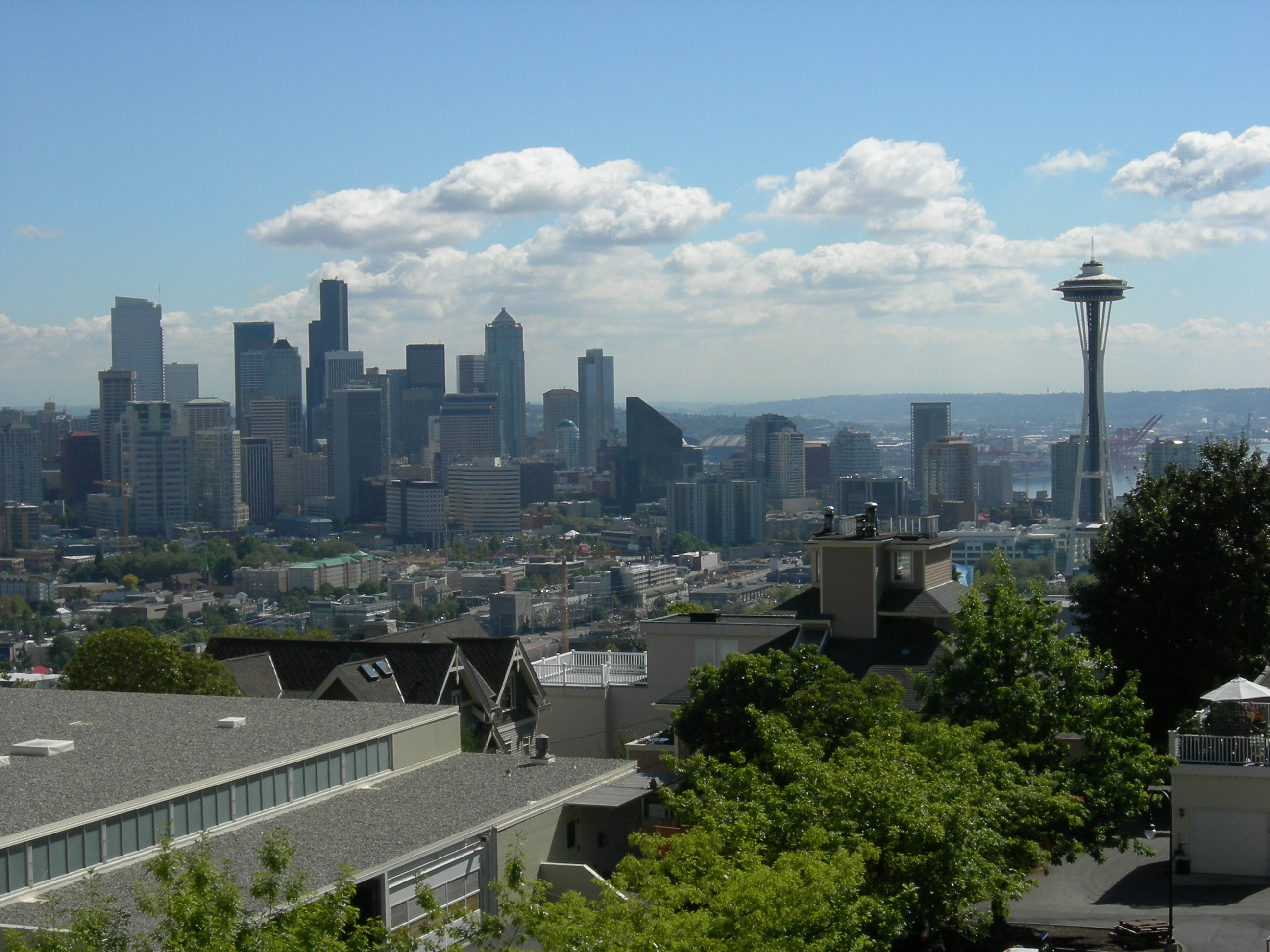
Seattle, ciudad natal de Jimi Hendrix.

Jimi Hendrix nació el 27 de noviembre de 1942 en el King County Hospital de Seattle en el estado de Washington, Estados Unidos, de madre de ascendencia amerindia y padre afroamericano, con el nombre de Johnny Allen Hendrix. En 1946, los padres de Johnny le cambiaron el nombre a James Marshall Hendrix, en honor a Al y a su hermano Leon Marshall.
En el momento de nacer Hendrix, Al estaba emplazado en Alabama y se le denegó el permiso que le correspondía por paternidad. Además, sus superiores le encerraron para evitar que desertase a Seattle para ver a su recién nacido. Permaneció dos meses encerrado sin juicio y allí recibió el telegrama que le informaba del nacimiento de su hijo. Durante la ausencia de tres años de Al, Lucille luchó para criar a su hijo. Mientras Al estuvo fuera, a Hendrix le cuidaban familiares y amigos, especialmente la hermana de Lucille, Delores Hall y su amiga Dorothy Harding. Al dejó el ejército el 1 de septiembre de 1945. Después de dos meses buscando a Lucille, Al fue a casa de un amigo de la familia llamada Mrs. Champ en Berkeley (California), quien había intentado adoptar a Hendrix; aquí fue donde vio a su hijo por primera vez.
Al tiempo Al y Lucille se reconciliaron, pero no podía encontrar un trabajo permanente, por lo que la familia estaba desatendida. Ambos tenían problemas con el alcohol y peleaban a menudo. La violencia hacía que Hendrix se retirase y se escondiese en el armario. Su relación con su hermano Leon (nacido en 1948) era cercana pero precaria; Leon entraba y salía de casas de acogida, vivían con la constante amenaza de la separación de sus padres. Además de Leon, Hendrix tenía tres hermanos pequeños: Joseph, nacido en 1949, Kathy en 1950 y Pamela en 1951; todos ellos fueron dados en adopción por Al y Lucille. La familia se mudaba con frecuencia y a veces se quedaban en hoteles baratos o apartamentos de la zona de Seattle. A veces, la familia se llevaba a Hendrix a Vancouver para quedarse con su abuela. Hendrix era un niño sensible y tímido y se vio muy afectado por sus experiencias familiares. Años después, le confesó a una novia que había sido víctima de un abuso sexual por parte de un hombre vestido de militar. El 17 de diciembre de 1951, a la edad de nueve años, sus padres se divorciaron; el tribunal le concedió la custodia de Jimi y Leon a Al.

## Primeros instrumentos
A mediados los años 50, Hendrix asistía al colegio Horace Mann Elementary y tenía la costumbre de andar con una escoba para emular una guitarra y esto llamó la atención de uno de los trabajadores sociales. Después de más de un año agarrándose a la escoba como objeto transicional, escribió una carta pidiendo financiación, alegando que dejarle sin una guitarra le podría causar un daño psicológico irreparable. No lo consiguió y su padre Al se negaba a comprarle una guitarra.
En 1957, mientras ayudaba a su padre en un trabajo, Hendrix encontró un ukulele entre la basura que estaban sacando de la casa de una señora mayor. El instrumento solo tenía una cuerda y la señora le dijo que se lo podía quedar. Aprendiendo de oído, tocaba acordes sueltos, mientras escuchaba canciones de Elvis Presley, en particular la versión que hizo Elvis de la canción de Jerry Leiber y Mike Stoller «Hound Dog». A la edad de 33, a la madre de Hendrix Lucille se le diagnosticó una cirrosis en el hígado y el 2 de febrero de 1958 falleció al reventarle el bazo. Al se negó a llevar a James y Leon al funeral; en lugar de eso, les dio chupitos de whiskey y les dijo que así es como los hombres debían afrontar las pérdidas. En 1958, Hendrix acabó sus estudios en Washington Junior High School y comenzó a asistir a la escuela de secundaria Garfield High School, aunque no llegó a graduarse.
A mediados de 1958, a los 15 años de edad, Hendrix se compró su primera guitarra acústica por 5 dólares. Practicó a fondo varias horas al día, viendo a otros y aprendiendo de otros guitarristas, mientras que también escuchaba artistas de blues como Muddy Waters, B. B. King, Howlin' Wolf y Robert Johnson. La primera canción que aprendió a tocar fue «Peter Gunn», la banda sonora de la serie homónima.
Poco después de adquirir la guitarra, Hendrix formó su primera banda The Velvetones. Sin guitarra eléctrica, apenas se le oía por encima del sonido del resto de la banda. Después de unos tres meses, se dio cuenta de que era indispensable conseguir una para poder continuar. A mediados de 1959, su padre transigió y le compró una Supro Ozark de color blanco. El primer concierto de Hendrix fue con una banda sin nombre en el sótano de una sinagoga, el Templo de Hirsch de Seattle, aunque después de fanfarronear en exceso, la banda lo expulsó ese mismo día. Más tarde se unió a The Rocking Kings, que tocaban de forma profesional en el circuito de la zona, incluyendo el Birdland Club. Una noche le robaron la guitarra y su padre le compró una Silvertone Danelectro roja.

## Servicio militar

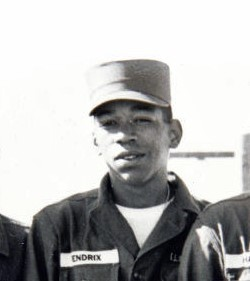
Hendrix en el ejército de los Estados Unidos en 1961.

Antes de cumplir los 19 años, las autoridades policiales habían cogido a Hendrix en dos ocasiones conduciendo un coche robado. Le dieron la opción de ir a prisión un tiempo o unirse al ejército. Escogió esto último y se enroló el 31 de mayo de 1961. Después de ocho semanas de entrenamiento básico en Fort Ord, California, se le asignó la 101.ª División Aerotransportada y se le destinó a Fort Campbell, Kentucky. Llegó allí el 8 de noviembre y poco después escribió a su padre: «En dos semanas no ha habido más que entrenamiento físico y hostigamiento, y después cuando vas a la escuela de salto... llega el infierno. Te matan a trabajar, con desazón y peleas». En su siguiente carta, Hendrix, quien había dejado su guitarra en casa de su novia Betty Jean Morgan en Seattle, pidió a su padre que se la mandase lo antes posible, diciendo: «Ahora, realmente la necesito». Su padre le mandó a Fort Campbell la Silvertone Danelectro roja, en la cual Hendrix había escrito «Betty Jean». Su obsesión con el instrumento hicieron que descuidase sus obligaciones, lo cual llevó a sus compañeros a burlarse y a abusar físicamente de él, llegando a esconderle la guitarra hasta que rogaba que se la devolviesen.
En noviembre de 1961, un soldado compañero llamado Billy Cox pasó por un club del Ejército y oyó a Hendrix tocando la guitarra. Intrigado por la buena ejecución, que él describió como una combinación entre John Lee Hooker y Beethoven, Cox tomó prestado un bajo y ambos se enzarzaron en una jam session. A las pocas semanas comenzaron a tocar en clubs de la base militar los fines de semana con otros músicos en una banda poco organizada llamada The Casuals.
Hendrix completó su entrenamiento de paracaidista en poco más de ocho meses y el mayor general C. W. G. Rich le condecoró con la prestigiosa insignia del águila de los paracaidistas de la 101.ª División Aerotransportada el 11 de enero de 1962. Para febrero, su conducta comenzó a llamar la atención de sus superiores. Le etiquetaron como tirador poco cualificado y le pillaron echando cabezadas mientras estaba de servicio. El 24 de mayo, el jefe de pelotón de Hendrix, James C. Spears, rellenó un informe donde decía: «No tiene ningún interés en el Ejército... En mi opinión el soldado Hendrix nunca alcanzará los estándares necesarios para ser un soldado. Creo que el servicio militar se beneficiaría de licenciarle lo antes posible». El 29 de junio de 1962, el capitán Gilbert Batchman le concedió un licenciamiento honroso. Más adelante, Hendrix habló de su animadversión para con el Ejército y alegó falsamente que recibió el licenciamiento por haberse roto el tobillo en su salto número 26.

## Carrera musical

### Primeros años
En septiembre de 1963, después de que Cox se licenciase del ejército, Hendrix y él se mudaron a Clarksville, Tennessee y formaron la banda King Kasuals. Hendrix había visto cómo Butch Snipes tocaba con los dientes en Seattle y en estos momentos Alphonso 'Baby Boo' Young, el otro guitarrista de la banda, también lo hacía. Hendrix, para no ser eclipsado, también aprendió a tocar con los dientes. Más adelante comentó: «La idea de hacerlo me vino... en Tennessee. Allí tienes que saber tocar con los dientes o te pegan un tiro. Hay un rastro de dientes rotos por todo el escenario». Aunque empezaron tocando en pequeñas salas desconocidas, finalmente comenzaron a tocar en la calle Jefferson de Nashville, que era en aquel momento el corazón de la comunidad negra de la ciudad y contaba con una floreciente escena de rhythm and blues. Consiguieron tocar de forma asidua en el Club del Morocco, que era uno de los clubs de moda y los siguientes dos años Hendrix se ganó la vida tocando con la Theater Owners' Booking Association (TOBA), en el circuito conocido como Chitlin' Circuit. Además de tocar con su banda, Hendrix tocó como músico de apoyo para varios artistas de soul, R&B y blues, incluyendo Wilson Pickett, Slim Harpo, Sam Cooke o Jackie Wilson.
En enero de 1964, pensó que se le quedaba pequeño el circuito a nivel artístico, y frustrado por tener que seguir las reglas de otros, decidió marcharse a buscar nuevas metas. Se mudó al Hotel Theresa de Harlem, donde se hizo novio de Lithofayne Pridgon, conocida como «Faye». Pridgon, una nativa de Harlem con contactos en la escena musical le dio cobijo y apoyo. Hendrix también conoció allí a los gemelos Allen, Arthur y Albert. En febrero de 1964, Hendrix ganó el primer premio en un concurso de talentos en el teatro Apollo. Buscando forjarse una carrera musical de éxito, tocó por la zona de Harlem y tocó con varios grupos. A recomendación de un antiguo colaborador de Joe Tex, Ronnie Isley le concedió una audición para ser guitarrista de la banda de acompañamiento de The Isley Brothers, The I.B. Specials, que aceptó de inmediato.

### Primeras grabaciones
En marzo de 1964, Hendrix grabó el sencillo «Testify» junto a The Isley Brothers, que se publicó en junio, pero no llegó a entrar en la lista de ventas. En mayo, tocó la guitarra para Don Covay en su canción «Mercy Mercy», publicada en agosto a través de Rosemart Records y distribuido por Atlantic. La canción llegó al puesto número 35 de la Billboard Hot 100.
Hendrix salió de gira con The Isley Brothers gran parte de 1964, pero a finales de octubre, después de cansarse de tocar lo mismo todas las noches, decidió abandonar. Poco después, Hendrix se integró en la banda de directo de Little Richard, The Upsetters. Durante una parada en Los Ángeles en febrero de 1965, grabó su primer y único sencillo con Richard, «I Don't Know What You Got (But It's Got Me)», compuesto por Don Covay y publicado por Vee-Jay Records. En ese momento la popularidad de Richard estaba en horas bajas y el sencillo solo logró posicionarse en el número 92 de la lista de ventas estadounidense, donde solo permaneció una semana. Hendrix conoció a la cantante Rosa Lee Brooks mientras se alojaba en el Hotel Wilcox de Hollywood y esta le invitó a participar en una sesión de grabación de su nuevo sencillo que contaba con «My Diary» de Arthur Lee como cara A y «Utee» como cara B. Hendrix tocó en ambas canciones. El sencillo no llegó a entrar en las listas de venta, pero Hendrix y Lee mantuvieron su amistad durante años; Hendrix después se convirtió en un apasionado de la banda de Lee, Love.
Hendrix apareció por primera vez en televisión en el programa de Channel 5 de en julio de 1965 en un programa llamado Night Train. Tocaba con la banda de Little Richard e hizo coros para Buddy y Stacy en «Shotgun». La grabación del programa es la grabación con imagen más antigua conocida de Hendrix tocando en directo. Richard y Hendrix discutían a menudo debido a que llegaba tarde, por el vestuario y por las excentricidades de Hendrix en el escenario, por lo cual a finales de julio, el hermano de Richard, Robert le despidió. Volvió por un corto espacio de tiempo con The Isley Brothers y grabó un segundo sencillo con ellos, «Move Over and Let Me Dance» con «Have You Ever Been Disappointed» como cara B. Más tarde ese año, ser unió a la banda de R&B neoyorquina Curtis Knight and the Squires, después de conocer a Knight en un hotel donde se alojaban ambos. Hendrix tocó con ellos ocho meses. En octubre de 1965 grabaron el sencillo «How Would You Feel» con «Welcome Home» como cara B y el 15 de octubre, Hendrix firmó un contrato de tres años con el empresario Ed Chalpin. A pesar de que la relación entre Chaplin y él fue corta, su contrato siguió en vigor y después le causó problemas legales. Durante la época con Knight, Hendrix también tocó con Joey Dee and the Starliters en directo por un corto espacio de tiempo y trabajó con King Curtis en varias grabaciones, incluyendo el doble sencillo de Ray Sharpe «Help Me». A Hendrix se le acredita como compositor por primera vez en los instrumentales «Hornets Nest» y «Knock Yourself Out», publicados en un sencillo de Curtis Knight and the Squires de 1966.
Hendrix se sentía limitado como músico de apoyo de una banda de R&B y decidió mudarse a Greenwich Village, Nueva York en 1966, donde había una escena musical vibrante y diversa. Allí le ofrecieron ser artista residente en el Cafe Wha? de la calle MacDougal y formó su propia banda Jimmy James and the Blue Flames, en la que también tocaba el futuro guitarrista de Spirit Randy California. The Blue Flames tocaron el varias salas de Nueva York y Hendrix comenzó a desarrollar su propio estilo y a componer su propio material que después usaría en The Experience. En septiembre, hicieron sus últimos conciertos en Cafe au Go Go, como banda de apoyo de John Hammond Jr..

### The Jimi Hendrix Experience

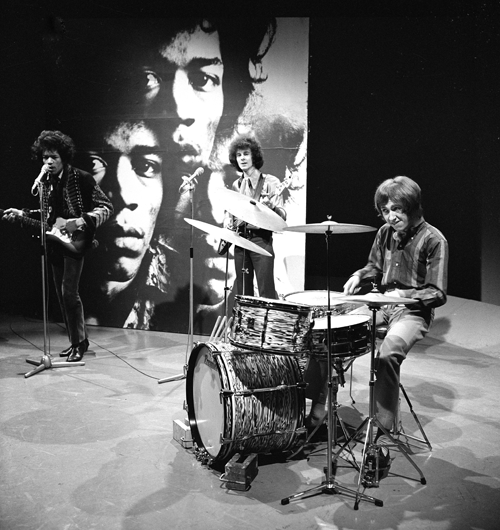
"The Jimi Hendrix Experience" en los Países Bajos.

Para mayo de 1966, Hendrix estaba luchando para sobrevivir en el circuito R&B, por lo que volvió con Curtis Knight and the Squires para unos conciertos en la sala más popular del momento de Nueva York, The Cheetah Club. Durante una de estas actuaciones, Linda Keith, la novia en aquel momento del guitarrista de The Rolling Stones Keith Richards, se fijó en Hendrix. Recuerda: «[Su] forma de tocar me fascinó». Le pidió tomar algo con ella, a lo que aceptó, comenzando así una amistad.
En la época en que tocaba con Jimmy James and the Blue Flames, Keith recomendó a Hendrix al mánager de The Stones Andrew Loog Oldham y al productor Seymour Stein. No vieron potencial de futuro en Hendrix y le rechazaron. Después le recomendó a Chas Chandler, quien estaba a punto de dejar su banda The Animals y quería comenzar a producir a nuevos artistas. A Chandler le gustó la canción «Hey Joe» de Billy Roberts y estaba convencido de que podía sacar de ella un sencillo de éxito con el artista adecuado. le impresionó la versión de Hendrix y le llevó a Londres el 24 de septiembre de 1966, y firmó un contrato con el artista junto al antiguo mánager de The Animals Michael Jeffery. El mismo día de su llegada a Londres, Hendrix hizo un concierto improvisado en el club The Scotch of St James y esa misma noche comenzó una relación amorosa con Kathy Etchingham que duró dos años y medio.

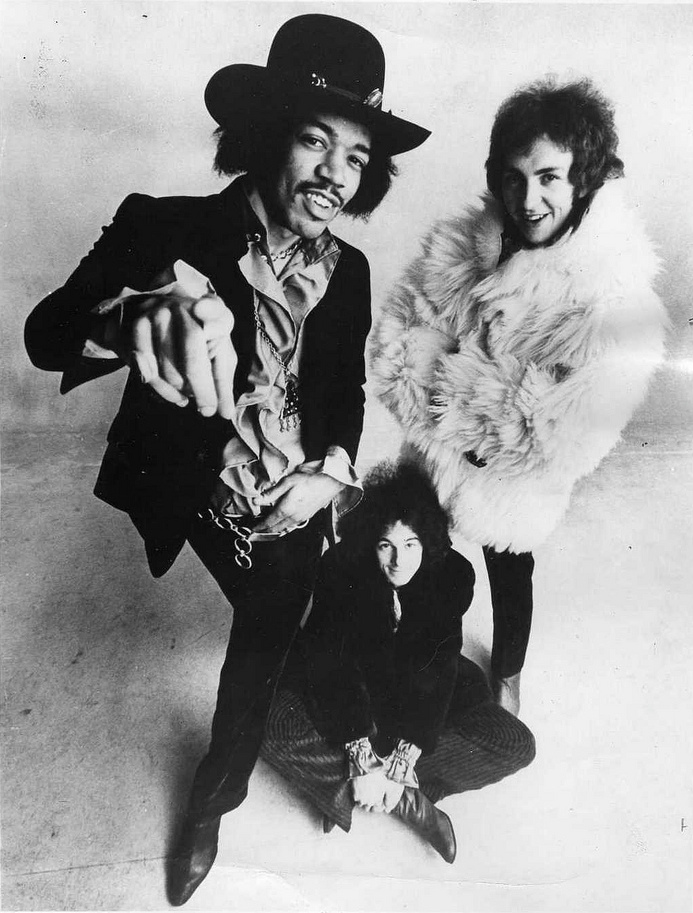
"The Jimi Hendrix Experience" en 1968.

Después de su llegada a Londres, Chandler comenzó a buscar miembros para una banda diseñada para resaltar los talentos del guitarrista, The Jimi Hendrix Experience. Hendrix conoció al guitarrista Noel Redding en una audición para los nuevos Animals y quedó impresionado por los conocimientos de las progresiones de blues de Redding y además alabó su peinado. Chandler le pidió a Redding unirse a la banda como bajista, a lo cual accedió. Después Chandler comenzó a buscar un batería y contactó poco después con Mitch Mitchell gracias a un amigo en común. Mitchell, acababa de ser despedido de la banda Georgie Fame and the Blue Flames y aceptó ensayar con Redding y Hendrix. De inmediato encontraron cosas en común y esa misma noche aceptó la oferta de Chandler. Chandler también le pidió a Hendrix que cambiase la forma de escribir de Jimmy a una forma más exótica: Jimi.
El 30 de septiembre, Chandler llevó a Hendrix a la Universidad of Westminster en la calle Regent, donde iba a tocar Cream, donde conoció por primera vez a Eric Clapton. Clapton comentó años después: «Me pidió si podía tocar un par de temas. Le dije que sí, pero tenía una rara sensación sobre él». A mitad del concierto de Cream, Hendrix subió al escenario y tocó una frenética versión de «Killing Floor» de Howlin' Wolf. En 1989, Clapton habló sobre esta actuación: «Tocó todos los estilos que se le ocurrían, pero no de forma ostentosa. Me refiero a que hizo alguno de sus trucos como tocar con los dientes o con la guitarra en la espalda, pero no para eclipsar, y ya está... Se fue y desde entonces mi vida nunca fue igual».

#### Éxito en el Reino Unido
A mediados de 1966, Chandler se comprometió para que The Experience tocase como telonero de Johnny Hallyday en una mini gira francesa. Por lo cual, el primer concierto que dio The Jimi Hendrix Experience fue el 13 de octubre de 1966 en el Novelty de Evreux. la primera grabación de la banda en directo conocida es un concierto de 15 minutos en el Teatro Olympia de París el 18 de octubre. A finales de mes, Kit Lambert y Chris Stamp, en aquel momento mánager de The Who, ofrecieron un contrato a The Experience en su nueva discográfica, Track Records y la banda publicó su primer sencillo el 23 de octubre de 1966. «Hey Joe» contó con la colaboración de los coros de The Breakaways, mientras que en la cara B aparece la primera canción compuesta por Hendrix después de su llegada a Inglaterra, «Stone Free».

A mediados de noviembre tocaron en la sala The Bag O'Nails de Londres y contaron con Clapton, John Lennon, Paul McCartney, Jeff Beck, Pete Townshend, Brian Jones, Mick Jagger y Kevin Ayers entre el público. Ayers describió la reacción del público: «Todas las estrellas estaban allí y oí comentarios como 'mierda', 'joder', 'hostia' y cosas peores». El exitoso concierto supuso que Hendrix consiguiese su primera entrevista, que fue para Record Mirror con el titular: «Mr. Phenomenon». Bill Harry escribió: «Escuchad esto... predecimos que [Hendrix] va a remolinar alrededor de la industria como un tornado» y se hizo la pregunta retórica: «¿Ese enorme, lleno y jovial sonido sale de solo tres personas?» Hendrix comentó: «No queremos que se nos encasille en ninguna categoría... Y si tiene que haber una etiqueta me gustaría que fuese 'Free Feeling'. Es una mezcla de rock, locura, delirio y blues». Después de apariciones televisivas en programas británicos como Ready Steady Go! y Top of the Pops, «Hey Joe» entró en las listas de ventas del Reino Unido el 29 de diciembre de 1966 y alcanzó el puesto número 6. El éxito siguió en marzo de 1967 con su puesto número tres por el sencillo «Purple Haze» y en mayo con «The Wind Cries Mary», que llegó al puesto número 6 y permaneció en listas once semanas.
El 31 de marzo de 1967, mientras esperaban para tocar en el Astoria de Londres, Hendrix y Chandler discutían sobre cómo aumentar sus apariciones mediáticas. Cuando Chandler le preguntó al periodista Keith Altham, este sugirió que tenían que hacer algo más fuerte que The Who, quienes destrozaban sus instrumentos al finalizar. Hendrix bromeó: «Igual puedo reventar un elefante», a lo que Altham respondió: «Bueno, pero es una pena que no puedas pegarle fuego a la guitarra». Chandler pidió al road mánager Gerry Stickells que consiguiese líquido para mecheros. En el concierto, Hendrix fue especialmente enérgico y después de sus 45 minutos incendió su guitarra en el escenario. Después de esto, la prensa londinense bautizó a Hendrix como el «Elvis negro» y «Wild Man of Borneo».

#### Are You Experienced
Después del éxito en las listas británicas de sus dos primeros sencillos «Hey Joe» y «Purple Haze», The Experience comenzó a reunir material para grabar su primer LP. Comenzaron a grabar en De Lane Lea Studios para después pasar a los prestigiosos Olympic Studios. El álbum, Are You Experienced, consta de distintos estilos, con canciones blues como «Red House» y «Highway Chile», la canción R&B «Remember», la experimental «Third Stone from the Sun», la posmoderna «Are You Experienced », con batería y guitarras editadas con backmasking. «I Don't Live Today» le sirvió para improvisar con el feedback de la guitarra, mientras que «Fire» se centra más en la batería de Mitchell.
Se publicó en el Reino Unido el 12 de mayo de 1967 y permaneció 33 semanas en la lista de ventas, donde llegó al puesto número dos. No llegó al puesto número uno debido a que en ese momento estaba en listas de venta el Sgt. Pepper's Lonely Hearts Club Band de The Beatles. En 4 de junio de 1967, Hendrix comenzó su concierto en el Saville Theatre de Londres con su homenaje a Sgt. Pepper, tocando la canción que da título al álbum, que solo llevaba tres días en el mercado. En aquella época el mánager de The Beatles Brian Epstein era el dueño del teatro y tanto George Harrison como Paul McCartney estaban entre el público. McCartney describió el momento: «Se retiró el telón y salió tocando 'Sgt. Pepper'. Es un halago en el libro de cualquiera. Lo apunto como uno de los grandes honores de mi carrera». En Estados Unidos salió a la venta el 23 de agosto a través de Reprise Records y llegó al puesto número 5 de la lista Billboard 200.
En 1989, Noe Goldwasser, fundador y editor de la revista Guitar World describió Are You Experienced como «el disco que agitó el mundo... cambiándolo para siempre». En 2005, Rolling Stone dijo sobre el álbum que fue «un debut histórico» y lo posicionó el número 15 de sus mejores álbumes de la historia, diciendo que tocaba de forma «incendiaria».

#### Monterey Pop Festival
A pesar de que en Europa era muy popular, el primer sencillo de The Experience en los Estados Unidos, «Hey Joe», no llegó a entrar en el Billboard Hot 100 en el momento de su publicación el 1 de mayo de 1967. Su fortuna cambió cuando McCartney les recomendó a los organizadores del Monterey Pop Festival. Insistió en que el evento estaría incompleto sin Hendrix, a quien denominó como «un hacha a la guitarra» e incluso aceptó involucrarse en la organización del festival con la condición de que The Experience tocasen en el mismo.
los introdujo Brian Jones diciendo que «era el artista más excitante que jamás había oído». Hendrix comenzó con un arreglo de «Killing Floor» de Howlin' Wolf vestido con lo que el escritor Keith Shadwick describió como «la ropa más exótica que se haya visto en ningún sitio». Shadwick escribió: «[Hendrix] no solo era algo totalmente nuevo a nivel musical, si no que una visión original sobre lo que un artista afroamericano debería y podía aparentar». The Experience pasó a tocar «Hey Joe», «Rock Me Baby» de B. B. King, «Wild Thing» de Chip Taylor, «Like a Rolling Stone» de Bob Dylan, además de cuatro de sus propias canciones: «Foxy Lady», «Can You See Me», «The Wind Cries Mary» y «Purple Haze». Terminó el concierto destruyendo su guitarra y lanzando trozos de la misma al público. Alex Vadukul de Rolling Stone escribió:

Cuando Jimi Hendrix prendió fuego a su guitarra en el Monterey Pop Festival de 1967 creó uno de los momentos más perfectos del rock. En la primera fila del concierto estaba un chico de 17 años llamado Ed Caraeff, quien nunca había visto a Hendrix antes ni había escuchado su música, pero llevaba una cámara y solo le quedaba una foto en el carrete. En el momento que Hendrix incendió su guitarra, Caraeff tomó esa última foto. Se convirtió en una de las imágenes más famosas del rock and roll.

Caraeff se puso de pie al borde del escenario mientras sacó una serie de cuatro fotos en blanco y negro de Hendrix quemando su guitarra. Caraeff estaba tan cerca del fuego que tuvo que usar la cámara para proteger su cara del calor. Después, Rolling Stone le puso color, utilizando como referencia otras fotos del festival para después usarla en una portada de 1987 de la revista. Según Gail Buckland, el cuarto fotograma de «Hendrix arrodillado frente a su guitarra ardiendo, con las manos en el aire, es una de las imágenes más famosas de la historia del rock». El autor e historiador Matthew C. Whitaker escribió: «Hendrix quemando su guitarra se convirtió en una imagen icónica de la historia del rock y le trajo atención nacional». Los Angeles Times comentó que, al abandonar ese escenario, Hendrix «pasó de rumor a leyenda». John McDermott comentó: «Hendrix dejó al público de Monterey alucinado y sin poder creerse lo que acababan de ver y oír». Según el mismo Hendrix: «Decidí destrozar mi guitarra al final como sacrificio. Las cosas que uno quiere se sacrifican. Yo quiero a mi guitarra». D. A. Pennebaker grabó la actuación y la incluyó en el concierto documental Monterey Pop, cosa que ayudó mucho a que Hendrix se hiciese popular entre el público estadounidense.
Inmediatamente después del festival, Bill Graham contrató a The Experience para tocar cinco conciertos en el Fillmore junto a Big Brother and the Holding Company y Jefferson Airplane. The Experience consiguió mejor resultados que Jefferson Airplane desde la segunda noche y finalmente les sustituyeron como cabezas de cartel. Después de su éxito en el West Coast, que incluyó un concierto gratuito al aire libre en el Golden Gate Park y un concierto en Whisky a Go Go, se les contrató para ser teloneros de The Monkees en su primera gira estadounidense. Ellos pidieron que fuese Hendrix el telonero, ya que eran seguidores del mismo, pero The Experience no era del agrado del público de The Monkees y después de seis conciertos abandonaron esa idea. Chandler admitió después que solo aceptó la gira para conseguir publicidad para Hendrix.

#### Axis: Bold as Love
El segundo álbum de la banda, Axis: Bold as Love, comienza con la canción «EXP», donde utilizaron de forma innovadora el feedback del sistema de micrófonos. También contiene efectos experimentales de panning que sale de la guitarra y da la sensación de envolver al oyente. Nuevamente la canción refleja su interés en la ciencia ficción y el espacio exterior. En la coda de la canción que da título al disco se utiliza por primera vez el phasing en estéreo, experimentando con variaciones sobre los dos canales de salida. Shadwick describió la canción como «posiblemente la pieza más ambiciosa de Axis, con las extravagantes metáforas de la letra sugiriendo una creciente confianza» en las composiciones de Hendrix. Su forma de tocar la guitarra en la canción está marcada por arpegios y movimientos contrarios, usando trémolo y que culmina en lo que el musicólogo Andy Aledort describió como «simplemente uno de los solos de guitarra más grandes jamás tocado».;
La fecha de publicación de Axis casi se retrasó debido a que Hendrix se dejó la cinta máster de la cara A en la parte de atrás de un taxi londinense. Con el tiempo a punto de cumplir, Hendrix, Chandler y el ingeniero de sonido Eddie Kramer remezclaron toda la cara A en una sola noche, aunque no pudieron igualar la calidad de la mezcla de «If 6 Was 9». El bajista Noel Redding tenía una cinta de la mezcla, la cual tuvieron que planchar de lo arrugado que estaba. En los versos, Hendrix duplicó la voz con una línea de guitarra una octava menos. Hendrix comentó sobre tener que remezclar el disco con tantas prisas y pensaba que con más tiempo hubiese quedado mucho mejor.
Axis salió con una portada psicodélica que representa a Hendrix y a The Experience con distintas formas de las deidades hindúes de Visnú, incorporando un cuadro de Roger Law, hecho a partir de una foto de Karl Ferris. Hendrix comentó que la portada, en la cual Track Records se gastó $5000, hubiese sido más apropiado si hubiese recalcado sus raíces indígenas. Comentó: «Está mal... No soy ese tipo de indio». Track publicó el disco el 1 de diciembre de 1967 en el Reino Unido, donde llegó al puesto número 5 de ventas, y permaneció 16 semanas. En Estados Unidos se publicó en febrero de 1968 donde llegó al puesto número 3 en las listas del Billboard.
Mientras que el periodista y escritor Richie Unterberger describió Axis como el disco menos impresionante de The Experience, según el escritor Peter Doggett «proclamó una nueva sutileza en la obra de Hendrix». Mitchell comentó: «Axis supuso la primera vez en que se denotó que Jimi era realmente bueno detrás de una mesa de mezclas, además de tocar y que tenía ideas positivas de cómo quería que fuesen las grabaciones. Pudo ser el comienzo de un potencial conflicto entre Chas y él en el estudio».

#### Electric Ladyland
Las sesiones de grabación para Electric Ladyland, el tercer y último álbum de The Experience, comenzaron en los recientemente estrenados Record Plant Studios, con Chandler como productor, y con Eddie Kramer y Gary Kellgren como ingenieros de sonido. A medida que progresaban las sesiones, Chandler comenzó a sentirse cada vez más frustrado por el perfeccionismo de Hendrix y sus constantes peticiones para repetir piezas. Hendrix permitió a muchos amigos e invitados entrar a ver las grabaciones, que contribuyó a un entorno caótico y abarrotado en la sala de mezclas y llevó a Chandler a cortar lazos profesionales con Hendrix. Redding luego comentó: «había docenas de personas en el estudio; no te podías ni mover. Era una fiesta, no una sesión de grabación». Redding, quien formó su propia banda a mediados de 1968, Fat Mattress, no encontraba tiempo para cumplir al cien por cien su contrato con The Experience, por lo cual Hendrix acabó grabando muchas de las parte de bajo en Electric Ladyland. En la portada especifica que el disco fue «producido y dirigido por Jimi Hendrix».
Durante las sesiones de grabación de Electric Ladyland, Hendrix comenzó a experimentar con combinaciones de distintos músicos, incluyendo Jack Casady de Jefferson Airplane y Steve Winwood de Traffic, que tocaron bajo y órgano, respectivamente, en la jam de quince minutos de duración «Voodoo Child». Durante la producción del disco, Hendrix apareció para tocar una jam session junto a B.B. King, Al Kooper y Elvin Bishop. Electric Ladyland se publicó el 25 de octubre y para mediados de noviembre llegó al primer puesto de las listas estadounidenses de venta, donde permaneció dos semanas. El doble LP fue el lanzamiento más exitoso de Hendrix y su único disco en alcanzar el número uno. En el Reino Unido llegó al número 6 en las listas y permaneció doce semanas en listas. Electric Ladyland incluye la versión de «All Along the Watchtower» de Bob Dylan, que se convirtió en el sencillo de Hendrix más vendido y el único en entrar en el Top 40, concretamente en el puesto 20. En el Reino Unido el sencillo llegó al número 5 de ventas. «Burning of the Midnight Lamp», que es la primera canción de la historia en usar un pedal wah-wah. Se publicó como cuarto sencillo de Hendrix en el Reino Unido, antes del lanzamiento del disco, en agosto de 1967 y llegó al número 18 en listas.
En 1989, Noe Goldwasser, editor fundador de la revista Guitar World, describió Electric Ladyland como «la pieza maestra de Hendrix». Según el escritor Michael Heatley, «la mayoría de los críticos están de acuerdo» en que el álbum es «la completa realización de las ambiciones de Jimi». En 2004, el escritor Peter Doggett comentó: «Por su genialidad experimental, estilo melódico, su brillante visión conceptual e instrumental, Electric Ladyland sigue siendo un gran aspirante a mejor disco de rock de la historia». Doggett describió el LP como «una exhibición de música virtuosa nunca superada por un músico de rock».

### Final de The Experience
En enero de 1969, después de seis meses de haberlo dejado, Hendrix volvió por un corto espacio de tiempo al apartamento de su novia Kathy Etchingham en Brook Street, justo al lado del Handel House Museum en el West End de Londres. En esta época, The Experience hizo una gira por Escandinavia y Alemania e hicieron sus dos últimos conciertos en Francia. El 18 y el 24 de febrero, hicieron dos conciertos en el Royal Albert Hall que llenaron, siendo estas sus últimas apariciones juntos en Europa.
Para febrero de 1969, Redding ya estaba harto de la forma de trabajar de Hendrix y de su absoluto control creativo dentro de la banda. Llegados a este punto las relaciones entre los tres músicos se había deteriorado bastante, especialmente entre Hendrix y Redding. Redding documentó en su diario su creciente frustración durante las primeras sesiones de grabación de 1969: «El primer día, como ya esperaba, nada... El segundo ni vino. Me fui al pub tres horas, volví y aun así Jimi se dejó caer. Después discutimos... El último día, miré un rato y finalmente me fui a mi piso». Las últimas sesiones de grabación con Redding fue una grabación de «Stone Free», pensada para publicarse como sencillo y fue el 14 de abril en Olmstead y The Record Plant de Nueva York. Hendrix llamó a Billy Cox que vino de Nueva York y comenzó a ensayar y grabar con Hendrix el 21 de abril.
El último concierto de la formación original de The Experience tuvo lugar el 29 de junio de 1969, en el Denver Pop Festival, un evento de tres días que se hizo en el Mile High Stadium de Denver y acabó con un público descontrolado y cargas policiales. La banda a duras penas escapó del lugar en la parte trasera de una furgoneta de alquiler que acabó abollado debido a que la gente estaba subiéndose encima. Antes del concierto, un periodista enfadó a Redding cuando le preguntó que qué hacía allí; fue el mismo reportero el que le informó de que Hendrix había comunicado, ya hacía dos semanas, que había sido reemplazado por Billy Cox. Al día siguiente, abandonó la banda y volvió a Londres. Anunció que había abandonado y que iba a comenzar una carrera en solitario y culpó a Hendrix por planear aumentar la banda sin pedir su opinión. Redding después dijo: «Mitch y yo íbamos mucho juntos, pero somos ingleses. Si salíamos, Jimi se quedaba en su habitación. Pero todos los problemas vinieron porque éramos tres tipos viajando demasiado, muy cansados y tomando demasiadas drogas... A mí me gustaba Hendrix. No me gusta Mitchell».
Poco después de la marcha de Redding, Hendrix se alojó en el un caserío de ocho habitaciones de Boiceville, cerca de Woodstock al norte de Nueva York, donde ya había pasado unas vacaciones a mediados de 1969. Su mánager Michael Jeffery arregló este sitio con la esperanza de que este descanso animase a Hendrix a componer nuevo material. En estos momentos, Mitchell no cumplió con los compromisos de Jeffery, que incluían la primera aparición de Hendrix en la televisión estadounidense en The Dick Cavett Show, donde tocó con el acompañamiento de la orquesta del estudio. Poco después salió en The Tonight Show junto a Cox y el músico de sesión Ed Shaughnessy.

### Woodstock
Para 1969, Hendrix ya era el músico de rock mejor pagado. En agosto, fue cabeza de cartel del Woodstock Music and Art Fair donde también tocaban la mayoría de las bandas más populares del momento. Para este concierto, añadió al guitarrista rítmico Larry Lee y a los músicos Juma Sultan y Jerry Vélez para tocar las congas. Según Mitchell, la banda ensayó menos de dos semanas y nunca conectaron musicalmente. Antes de que llegase el día, Hendrix había oído que el público asistente iba a ser considerablemente más grande de lo normal, cosa que no le gustó, ya que no le gustaba tocar ante un público de tales dimensiones. Él era una gran atracción para el festival y aunque aceptó cobrar menos de lo normal, seguía siendo el artista que más cobraba del evento. A medida que se acercaba su hora, prevista a medianoche del domingo, prefirió cambiarlo y cerrar el festival por la mañana; la banda subió al escenario a las ocho de la mañana del lunes. Para el momento del concierto, Hendrix llevaba despierto más de tres días. El público, que había llegado a ser de 400 000 personas, en ese momento se había reducido a unos 30 000-40 000, muchos de los cuales solo habían aguantado para ver a Hendrix y marcharse a mitad. El maestro de ceremonias, Chip Monck, introdujo a la banda como «The Jimi Hendrix Experience», pero Hendrix clarificó: «Hemos decidido cambiarlo todo y nos llamamos 'Gypsy Sun and Rainbows'. Acortando, no es más que una 'Band of Gypsys'».
Como parte de la actuación Hendrix incluyó una versión del himno estadounidense, «The Star-Spangled Banner», durante la cual usó mucho feedback y distorsión para replicar el sonido de cohetes y bombas. A pesar de que los críticos de la época describieron su actuación como una reivindicación contra la guerra de Vietnam, tres semanas después Hendrix dijo: «Todos somos americanos ... era como 'Venga América!'... La tocamos tal y como está el tema en América ahora». Inmortalizada en el documental de 1970, Woodstock, su versión guitarrera se convirtió en el Zeitgeist de los años 60. El crítico Al Aronowitz del New York Post escribió: «Fue el momento más electrizante de Woodstock y posiblemente el mejor momento de los sesenta». Las imágenes de Hendrix con la chaqueta de cuero blanca con flecos azules, una bandana en la cabeza y sus vaqueros azules son imágenes icónicas que capturan toda una época. Tocó «Hey Joe» como encore, dando así por finalizado el festival de más de tres días de duración. Al abandonar el escenario, se desmayó de cansancio. En 2011, los editores de Guitar World colocaron «The Star-Spangled Banner» de Woodstock en el primer puesto de sus 100 grandes actuaciones en directo.

### Band of Gypsys
En 1966 comenzó la disputa legal sobre un contrato discográfico que Hendrix firmó años atrás con el productor Ed Chalpin. Después de dos años de litigio, las partes acordaron una resolución que permitía a Chalpin los derechos para distribuir un disco con material original de Hendrix, quien decidió que grabaría el álbum Band of Gypsys, con material de dos actuaciones en directo. Para los conciertos decidió formar el trío junto a Cox y el batería Buddy Miles, quien había tocado con Wilson Pickett, The Electric Flag y Buddy Miles Express. El crítico John Rockwell describió a Hendrix y Miles como fusionistas de jazz y rock, y su colaboración como vanguardista. Otros vieron influencias de funk y soul en su música. El promotor Bill Graham dijo de los conciertos que fueron «la más brillante y emocional demostración de guitarra eléctrica virtuosa» que jamás había oído. Algunos biógrafos han especulado que con el hecho de que Hendrix formó la banda para tranquilizar al movimiento Black Power y otros en la comunidad afrodescendiente que querían que usase su fama para defender sus derechos civiles.
Hendrix había estado grabando con Cox desde abril y practicando con Miles desde septiembre y el trío compuso y ensayó material que después tocaron en directo en cuatro conciertos los días 31 de diciembre y 1 de enero en el Fillmore East. Usaron las grabaciones de estas actuaciones para hacer el LP, producido por el mismo Hendrix. El disco incluye «Machine Gun», que Andy Aledort describió como la cumbre de la carrera de Hendrix y «un claro ejemplo de su inigualable genialidad como guitarrista de rock... En estos conciertos, Jimi transcendió el rock promedio y fijó un nuevo patrón para el potencial de la guitarra eléctrica». Durante los instrumentales entre canciones, Hendrix creaba sonidos con la guitarra que representaban la guerra, como cohetes, bombas y aviones.
Band of Gypsys es el único álbum oficial en directo publicado mientras Hendrix vivía, aunque poco después se publicaron pistas sueltas de sus actuaciones en Woodstock y Monterey. Se publicó en abril de 1970 a través de Capitol Records y entró en el Top 10 tanto en Estados Unidos como en el Reino Unido. Ese mismo mes se publicó el sencillo «Stepping Stone»/«Izabella», aunque Hendrix no estaba contento con la calidad de la mezcla y exigió que se retirase del mercado y se volviese a mezclar, por lo que no llegó a entrar en listas y fue el último sencillo publicado.
El 28 de enero de 1970 Band of Gypsys hizo su tercer concierto en un festival celebrado en el Madison Square Garden en beneficio del comité en contra de la guerra de Vietnam llamado «Winter Festival for Peace». El guitarrista de blues estadounidense Johnny Winter estaba entre bambalinas antes del concierto y dijo: «[Hendrix] entró cabizbajo, se sentó en un sofá solo y se puso la cabeza entre las manos... No se movió hasta que llegó el momento del concierto». Pocos minutos después de empezar le contestó de malas maneras a una mujer que había pedido que tocase «Foxy Lady». Después comenzó a tocar «Earth Blues» antes de decirle al público: «Eso pasa cuando la Tierra le jode al Espacio». Poco después, se sentó un momento en la tarima de la batería antes de abandonar el escenario. Tanto Miles como Redding comentaron que Jeffery le había dado LSD antes de la actuación. Miles incluso llegó a decir que Jeffery se lo dio a Hendrix para sabotear a la banda e intentar volver a la formación original de The Experience. Después de este concierto, Jeffery despidió a Miles y Cox dimitió, dando así por terminada The Band of Gypsys.

### Cry of Love Tour
Poco después del «famoso» concierto de Band of Gypsys y su posterior disolución como banda, Jeffery comenzó a trabajar para reunir la alineación original de The Experience. A pesar de que Rolling Stone les hizo una entrevista a Hendrix, Mitchell y Redding como banda reunida en febrero de 1970, Hendrix nunca tuvo en mente trabajar con Redding. Cuando este volvió a Nueva York para comenzar los ensayos con los nuevos Experience, le dijeron que había sido reemplazado por Cox. Durante una entrevista con Hendrix Keith Altham de Rolling Stone, Hendrix defendió su decisión: «No es nada personal con Noel, pero se terminó lo que hacíamos con The Experience y el estilo de tocar de Billy le pega más al grupo». A pesar de que la nueva formación se dio a llamar The Cry of Love Band, después de The Cry of Love Tour, las entradas, publicidad y demás se imprimían con el nombre de The New Jimi Hendrix Experience e incluso a veces como Jimi Hendrix solo.
Durante la primera mitad de 1970, Hendrix trabajó de forma esporádica en material para su nuevo LP. Muchas de estas canciones se publicaron de forma póstuma en el disco The Cry of Love de 1971. Comenzó a componer canciones para el disco en 1968, pero en abril de 1970 le dijo a Keith Altham que había abandonado por completo el proyecto. Poco después, comenzaron una nueva gira que arrancó en el L.A. Forum ante unas 20 000 personas. En el set list tocaban canciones de The Experience y canciones nuevas. Se grabaron varios de estos conciertos, algunos de ellos memorables. En el Atlanta International Pop Festival del 4 de julio de 1970 tocó ante el público más grande de su carrera. Según Scott Schinder y Andy Schwartz asistieron unas 500 000 personas. El 17 de julio tocaron en el New York Pop Festival; Hendrix había consumido drogas antes de la actuación y fue un desastre. La gira estadounidense, que constó de 32 conciertos, se dio por finalizada en Honolulu, Hawái el 1 de agosto de 1970, siendo la última actuación de Hendrix en los Estados Unidos.

### Electric Lady Studios
En 1968, Hendrix y Jeffery invirtieron en la compra de un club en Greenwich Village. Su plan inicial era reabrirlo como sala de conciertos, pero después de que una auditoría revelase que Hendrix estaba gastando muchísimo en contratar horas de estudio para sus grabaciones, decidieron que lo mejor sería convertirlo en un estudio de grabación. Con su propio estudio, Hendrix podría trabajar todo lo que quisiese reduciendo así los costes de grabación, que según la auditoría sobrepasaban los 300 000 dólares anuales. El arquitecto y experto en acústica John Storyk diseñó los Electric Lady Studios para Hendrix, quien pidió que se evitase todo lo posible los ángulos rectos. Con ventanas redondas, una máquina para cambiar el ambiente lumínico y un gran mural psicodélico, Storyk quiso que el estudio también tuviese una zona de relax para ayudar la creatividad de Hendrix. El proyecto llevó el doble de tiempo de lo previsto y el doble de lo presupuestado, por lo que la inversión llegó al millón de dólares.
Hendrix usó por primera vez los estudios Electric Lady el 15 de junio de 1970, cuando hizo una jamm session con Steve Winwood y Chris Wood de Traffic; al día siguiente grabó su primera canción allí: «Night Bird Flying». El estudio abrió sus puertas de forma oficial el 25 de agosto y al día siguiente se hizo una gran fiesta de inauguración. Inmediatamente después, Hendrix voló a Inglaterra y nunca volvió a los Estados Unidos. Cogió un vuelo de Air India a Londres junto a Cox, y allí se reunió con Mitchell para encabezar el Isle of Wight Festival.

### Gira europea
Cuando comenzó la gira europea, Hendrix estaba deseoso de volver a su nuevo estudio de grabación para crear y no estaba muy entusiasmado con la gira. El 2 de septiembre de 1970, abandonó el escenario en un concierto de Aarhus después de solo tres canciones, y dijo: «Llevo muerto mucho tiempo». Cuatro días después dio lo que sería su último concierto oficial en un festival en la isla de Fehmarn, Alemania. Además, ese día el público le recibió con abucheos debido a que la noche anterior había cancelado un concierto por las fuertes lluvias y peligro de electrocución. Inmediatamente después del concierto, Hendrix, Mitchell y Cox volvieron a Londres.
Tres días después de este último concierto, Cox, quien estaba sufriendo de paranoia severa debido al consumo de LSD, abandonó la gira y se marchó a vivir con sus padres en Pensilvania. A los pocos días del regreso de Hendrix a Inglaterra, Hendrix habló con Chas Chandler, Alan Douglas y otros sobre su intención de dejar a su mánager Michael Jeffery. El 16 de septiembre, Hendrix tocó por última vez delante de gente en una jam informal en el Ronnie Scott's Jazz Club del Soho junto a Eric Burdon y su banda War. Comenzaron tocando algunos de sus últimas canciones y después Hendrix se les unió para tocar «Mother Earth» y «Tobacco Road». Su actuación fue muy apagada; tocó como guitarra de acompañamiento sin más.

## Drogas y alcohol

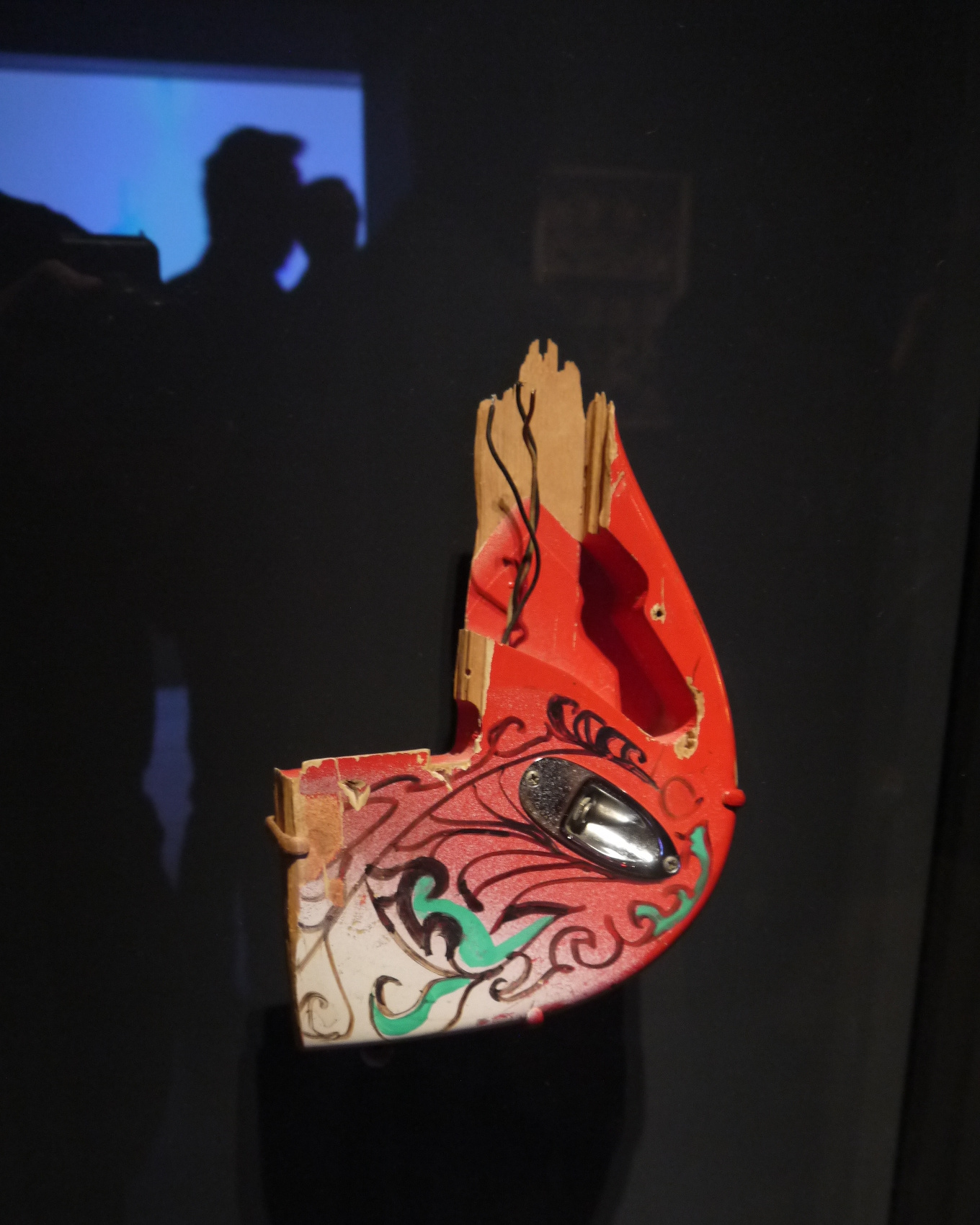
Fragmento de la guitarra que Jimi Hendrix prendió fuego en el Monterey Pop Festival de 1967, en una exposición de instrumentos de Rock & Roll en el museo metropolitano de arte de Nueva York

En julio de 1962, después de que echaran a Hendrix del ejército, entró en un club de Clarksville, Tennessee, atraído por la música en vivo. Paró a tomarse algo y acabó gastándose casi los cuatrocientos dólares que tenía. Más tarde comentó: «Fui a este garito de jazz y me tomé algo. Me gustó y me quedé. La gente me dice que me pongo tonto, buenazo a veces. De todas maneras, se ve que me sentía realmente caritativo ese día. Se ve que repartía billetes al que me lo pidiese. Salí de aquel sitio con dieciséis dólares». Según los escritores Steven Roby y Brad Schreiber: «El alcohol después se convirtió en el azote de su existencia, llevándole a tener ataques de ira y a veces violencia física atípica».
| Como la mayoría de los que tomaban ácido, Jimi tenía visiones y quería crear música para expresar lo que veía. Intentaba explicárselo a la gente, pero no tenía lógica ya que no estaba enlazado con la realidad.—Kathy Etchingham |

Mientras que Roby y Schreiber afirman que Hendrix tomó LSD por primera vez cuando conoció a Linda Keith a finales de 1966, según los escritores Harry Shapiro y Caesar Glebbeek, la primera vez fue en junio de 1967, durante el Monterey Pop Festival. Según el biógrafo de Hendrix Charles Cross, el tema de las drogas salió una tarde de 1966 en el apartamento de Keith; cuando uno de los amigos de ella le ofreció ácido (término callejero del LSD) a Hendrix, este dijo que prefería LSD, demostrando lo que Cross describió como «ingenuidad y completa inexperiencia con los psicotrópicos». Antes de eso, Hendrix solo había tomado drogas de forma esporádica, limitándose al cannabis, hachís, anfetaminas y ocasionalmente cocaína. Después de 1967, fumaba cannabis y hachís de forma habitual y tomaba anfetaminas y LSD, sobre todo mientras estaba de gira. Según Cross, en el momento de su muerte en septiembre de 1970, «pocas estrellas estaban tan asociadas con la cultura de las drogas como Jimi».

### Abuso de sustancias y violencia
Hendrix, a menudo, cuando bebía mucho alcohol o lo mezclaba con otras drogas se enfadaba y se ponía violento. Su amigo Herbie Worthington explicó: «No te imaginarías a alguien tan rebosante de amor se pudiese poner violento... Simplemente no podía beber... se convertía en un cabrón». Según la periodista y amiga Sharon Lawrence, Hendrix «admitía que no podía con el alcohol de alta graduación, que le hacía enfurecer de una manera que nunca hubiese hecho de otra manera».
En enero de 1968, The Experience viajó a Suecia para una mini gira europea. A primera hora del primer día, Hendrix se vio envuelto en una pelea debido al alcohol en el Hotel Opalen, de Gotemburgo, donde rompió un plato y se hirió en la mano derecha, teniendo que recibir asistencia médica. El incidente acabó en su arresto y puesta en libertad pendiente de juicio, que culminó en una sustanciosa multa.
Después de que robasen en la casa que alquilaba Hendrix en Benedict Canyon (California), mientras estaba bajo las influencias de las drogas y el alcohol, le propinó un puñetazo a su amigo Paul Caruso a quien acusó del robo. Después le persiguió fuera del complejo mientras le tiraba piedras. Unos días después, una de las novias de Hendrix, Carmen Borrero, necesitó puntos de sutura encima del ojo después de que le diese un botellazo en un ataque de celos.

### Cargos por posesión de drogas en Canadá
El 3 de mayo de 1969, cuando Hendrix pasaba por las aduanas del Aeropuerto Internacional de Toronto, las autoridades le pararon porque habían encontrado en su equipaje pequeñas cantidades de lo que sospechaban era heroína y hachís. Cuatro horas más tarde, se le acusó formalmente por posesión de drogas, siendo puesto en libertad bajo fianza de 10 000 dólares canadienses. El 5 de mayo tuvo que ir a la lectura de cargos. El incidente estresó mucho a Hendrix, quien tuvo que esperar hasta diciembre para el juicio. Para que el tribunal pudiese probar la posesión tenían que demostrar que Hendrix sabía que las drogas estaban en su equipaje. Durante el juicio alegó que un seguidor le había dado un vial con lo que él pensaba era un medicamento legal y que lo metió en su bolsa sin saber lo que realmente era. Se le absolvió de los cargos. Mitchell y Redding comentaron después que se les había avisado de que iba a haber una redada en Toronto; ambos coinciden en que a Hendrix le colocaron las drogas en la bolsa.

## Muerte

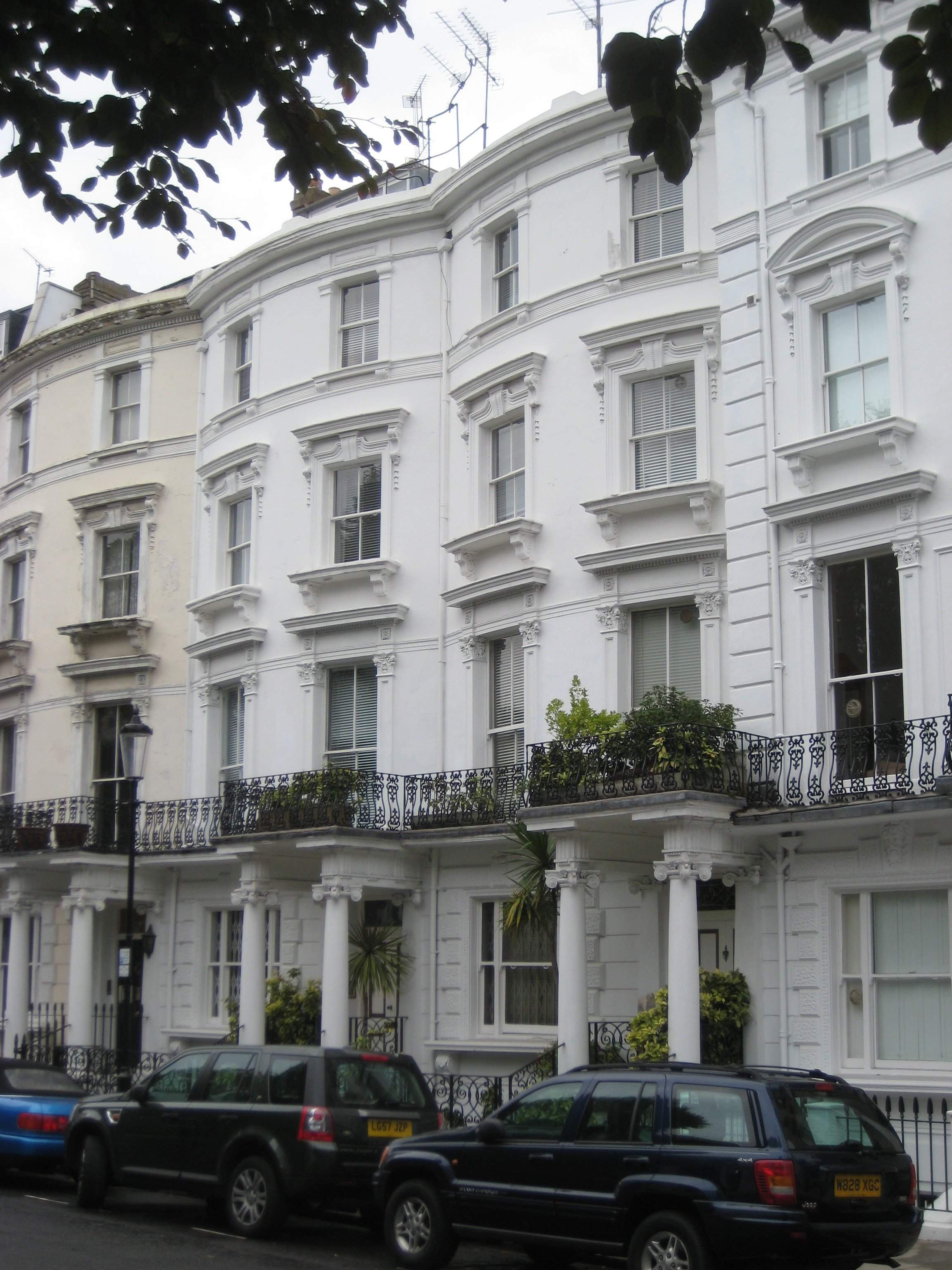
Samarkand Hotel, donde Hendrix pasó sus últimas horas de vida.

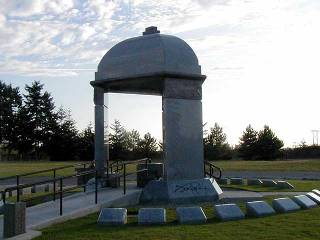
Greenwood Memorial Park, Renton, Washington, donde está enterrado Jimi Hendrix.

A pesar de que los detalles del último día de vida y la muerte de Hendrix han sido muy discutidos, pasó la mayor parte del 17 de septiembre con Monika Dannemann en Londres, siendo esta la única testigo de sus horas finales. Dannemann dijo que preparó la cena en su apartamento del Hotel Samarkand de Lansdowne Crescent, Notting Hill, sobre las once de la noche y que compartieron una botella de vino. Después lo llevó a casa de un conocido a la 1:45, y este se quedó allí aproximadamente una hora, hasta que volvió a recogerle sobre las 03:00. Dannemann comentó que se quedó hablando con él hasta las siete de la mañana, momento en que se quedaron dormidos. Se despertó sobre las once de la mañana y se encontró a Hendrix respirando, pero inconsciente. Llamó a una ambulancia a las 11:18, que llegó a las 11:27. Los paramédicos llevaron a Hendrix al Hospital St Mary Abbot donde se le declaró muerto a las 12:45 del 18 de septiembre de 1970. Para determinar la causa de la muerte, el forense Gavin Thurston ordenó una autopsia, que realizó el patólogo forense Robert Donald Teare el 21 de septiembre. Thurston completó la investigación el 28 de septiembre y concluyó que Hendrix aspiró su propio vómito causándole una asfixia y una intoxicación de barbitúricos. Declaró el caso un veredicto abierto debido a insuficiencia de evidencia de las circunstancias. Posteriormente, Dannemann declaró que Hendrix había tomado siete de sus pastillas de prescripción médica Vesparax, dieciocho veces más de la dosis recomendada. Sin embargo en el programa "Autopsias de Hollywood" después de un análisis, conocimientos y más tecnología que en el momento de su autopsia, se ha revelado que la causa de su muerte fue un enfisema pulmonar. Un enfisema se define en términos patológicos por el agrandamiento permanente de los espacios aéreos distales a los bronquiolos terminales, con una destrucción de la pared alveolar, con o sin fibrosis manifiesta. Es una enfermedad crónica comprendida junto con la bronquitis crónica en la enfermedad pulmonar obstructiva crónica (EPOC). El nombre viene del griego emphysema que significa "soplar el aire" o "insuflar".
Después de que Desmond Henley embalsamase el cuerpo de Hendrix, este se mandó a Seattle, Washington, el 29 de septiembre de 1970. El 1 de octubre, después de un servicio en la Iglesia Dunlop Baptist, se le enterró en el Cementerio Greenwood de Renton, Washington, donde también estaba enterrada su madre. La familia y amigos de Hendrix viajaron en veinticuatro limusinas y asistieron más de doscientas personas, entre ellas Mitch Mitchell y Noel Redding, además de Miles Davis, John Hammond, y Johnny Winter.

## Publicaciones póstumas y no autorizadas
Para 1967, cuando Hendrix ya contaba con cierta popularidad, muchas de sus grabaciones anteriores a The Experience se publicaron como álbumes de Hendrix, incluso con fotografía posteriores del mismo. Estas grabaciones que pertenecían al productor Ed Chalpin de PPX, con quien Hendrix firmó un contrato en 1965, se remezclaban para distintas publicaciones y se distribuían por compañías como Decca y Capitol. Hendrix denunció públicamente estas publicaciones, describiéndolas como «maliciosas» y «enormemente inferiores», diciendo: «En PPX, pasamos una media de una hora grabando para cada canción. Hoy en día paso al menos doce horas en cada una». Estos lanzamientos no autorizados han agrandado substancialmente su catálogo, sumando cientos de discos a la misma.
Parte del material inconcluso de Hendrix se publicó en 1971 con el título de The Cry of Love. A pesar de que el disco llegó al puesto número 3 de las listas de venta en Estados Unidos y al segundo puesto en las británicas, los productores, Mitchell y Kramer se quejaron de que no pudieron usar todas las canciones porque algunas de ellas se usaron para el álbum de 1971 Rainbow Bridge; otras más salieron en War Heroes de 1972.
Material de The Cry of Love se reeditó en 1997 con el título de First Rays of the New Rising Sun, junto a las pistas que en su momento Mitchell y Kramer querían incluir.
En 1993, MCA Records retrasó una venta millonaria de los derechos de autor de Hendrix, debido a que Al Hendrix no estaba contento con el acuerdo. Reconoció que había vendido derechos de distribución a la empresa en 1974, pero dijo que eso no incluía los derechos de autor y que había mantenido el poder de veto de la venta del catálogo. Después de un arreglo en 1995, Al Hendrix se impuso en la batalla legal y volvió a poseer el control sobre los derechos de imagen y de autor de su hijo. Posteriormente le dio la licencia a MCA a través de la compañía de la familia Hendrix LLC, fundada en 1995. En agosto de 2009, Experience Hendrix anunció que había llegado a un nuevo acuerdo la división de Sony Music Entertainment Legacy Recordings que entraría en vigor en el 2010. Legacy y Experience Hendrix publicó el Jimi Hendrix Catalog Project en 2010, y comenzó publicando Valleys of Neptune en marzo de ese mismo año. En los meses antes a su muerte, Hendrix grabó demos para un álbum conceptual que iba a titularse Black Gold, que ahora están en poder de Experience Hendrix LLC.

## Equipamiento

### Guitarras y amplificadores
Hendrix tocó una gran cantidad de guitarras a lo largo de su carrera, aunque el instrumento con el que se le asocia más a menudo es la Fender Stratocaster. Compró su primera Stratocaster en 1966, gracias a que una novia le dejase dinero para comprársela de segunda mano; era una edición construida en 1964. Usó este modelo en numerosas actuaciones y grabaciones. En 1967, describió el instrumento como «la mejor guitarra que hay por ahí para las cosas que estamos haciendo; Alabó sus «brillantes agudos e intensos graves».
Con pocas excepciones, Hendrix tocaba guitarras para diestros del revés y con las cuerdas cambiadas para comodidad de un zurdo. Este hecho tuvo un importante efecto en el sonido de su guitarra, debido a la inclinación de la pastilla que hacía que la cuerda más grave sonase más brillante y la más aguda sonase más grave, que es justamente lo contrario a la intención de Stratocaster al diseñarla. Además de la Stratocaster, Hendrix también usó Jazzmasters distintas, Duosonics distintas, dos Gibson Flying V distintas, una Gibson Les Paul, dos Gibson SG una normal y una custom, una Gretsch Corvette y un Fender Jaguar. Usó una Gibson SG Custom blanca para su actuación en The Dick Cavett Show en septiembre de 1969 y una Gibson Flying V negra para su concierto en el Isle of Wight Festival de 1970.
Durante 1965 y 1966, mientras Hendrix tocaba como músico de apoyo para bandas de R&B en Estados Unidos, usaba un amplificador Fender Twin Reverb de 85 vatios. Cuando Chandler llevó a Hendrix a Inglaterra en octubre de 1966, le puso amplificadores Burns de 30 vatios, que Hendrix pensaba que era insuficiente para sus necesidades. Después de uno de sus primeros conciertos londinenses al no poder sus Fender Twin, preguntó sobre los amplificadores Marshall que veía constantemente. Años atrás, Mitch Mitchell dio lecciones de batería con el mismo diseñador de esos amplificadores, Jim Marshall, por lo que les introdujo. En su primer encuentro, Hendrix compró cuatro altavoces y tres amplificadores Super Lead de 100 vatios; acostumbraba a usar los tres a la vez. El equipamiento llegó el 11 de octubre de 1966 y The Experience lo usaron para su primera gira. Los amplificadores Marshall eran muy apropiados para Hendrix y fueron primordiales en la evolución de su sonido. Hendrix solía subir el volumen de los amplificadores al máximo. En sus cuatro últimos años de vida, compró entre cincuenta y cien amplificadores Marshall. Jim Marshall dijo que era «el mayor embajador» de la compañía.

### Efectos

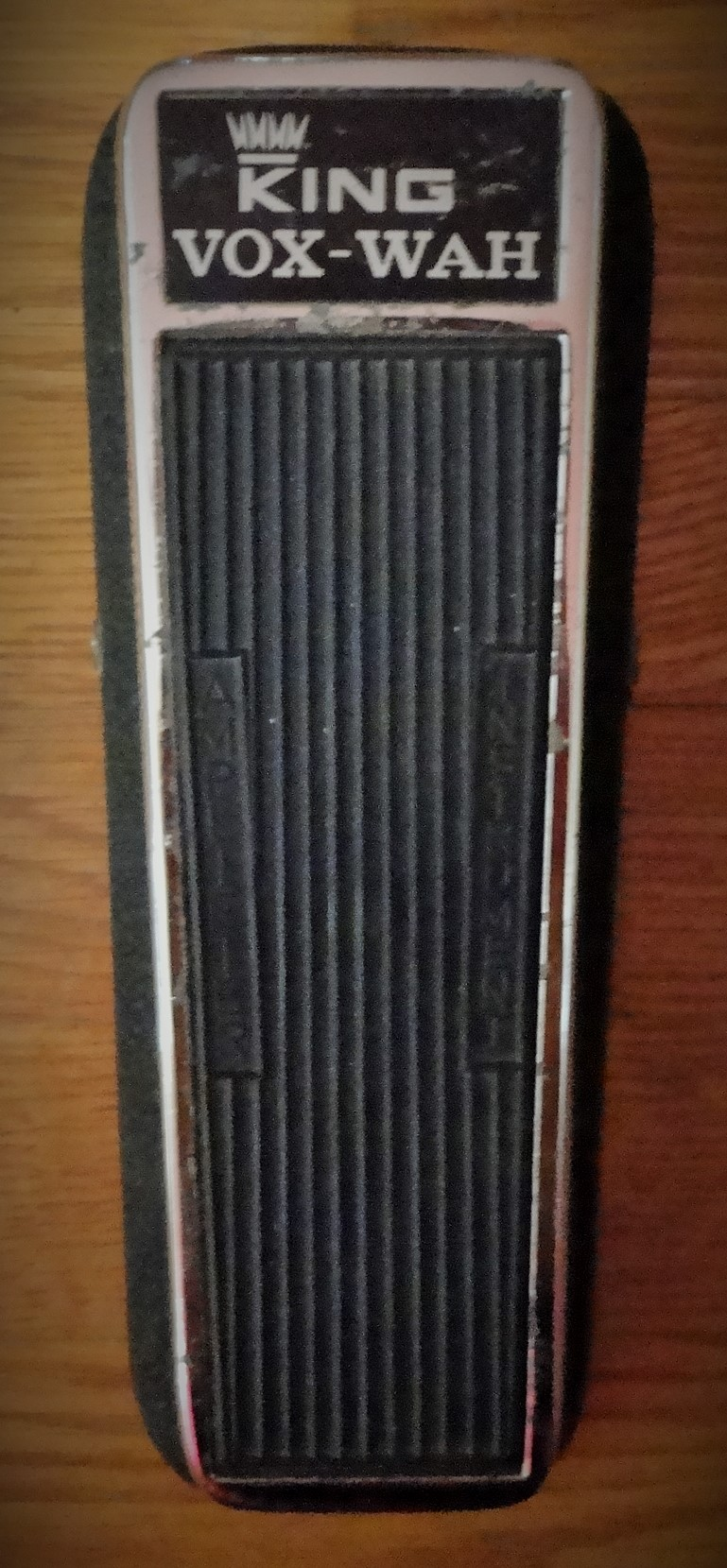
Un pedal King Vox-Wah de 1968 similar al utilizado por Hendrix.

Uno de los efectos más distintivos de Hendrix era el pedal wah-wah, que oyó por primera vez en la canción de Cream «Tales of Brave Ulysses», publicado en mayo de 1967. En julio de ese año, mientras tocaba en el club Scene de Nueva York, Hendrix conoció a Frank Zappa, cuya banda, The Mothers of Invention estaba tocando en el Garrick Theater. Hendrix quedó fascinado con las aplicaciones que le daba Zappa al pedal, y esa misma noche comenzó a experimentar con una. Lo utilizó en la apertura de «Voodoo Child (Slight Return)», creando así uno de los riffs de wah-wah del rock. También usa el efecto en «Up from the Skies», «Little Miss Lover» y «Still Raining, Still Dreaming».
Hendrix usaba un Fuzz Face de Dallas Arbiter y un pedal wah de la marca Vox en grabaciones y en algunas actuaciones en directo, aunque experimentaba también con otros efectos de guitarra. Tuvo una larga y fructífera colaboración con el entusiasta de la electrónica Roger Mayer, a quien en una ocasión llegó a llamar «el secreto» de su sonido. Mayer le enseñó el Octavia, un efecto de pedal que duplicaba una octava en diciembre de 1966 y la utilizó por primera vez en la grabación de «Purple Haze».
Hendrix también usó la Uni-Vibe, diseñada para intentar simular el efecto Doppler que genera un altavoz Leslie. La utilizó durante su actuación en Woodstock y en la pista de the Band of Gypsys «Machine Gun», donde predomina el Uni-vibe junto a un Octavia y un Fuzz Face. Para sus actuaciones en directo, normalmente conectaba la guitarra al pedal wah-wah, este a un Fuzz Face linqueado a una Uni-Vibe, antes de conectarlo todo a sus amplificadores Marshall.

## Influencias
Durante su adolescencia en los años 50, Hendrix comenzó a interesarse por artistas de rock and roll como Elvis Presley, Little Richard y Chuck Berry. En 1968, comentó en la revista Guitar Player que artistas de blues eléctrico como Muddy Waters, Elmore James y B. B. King le inspiraron en los comienzos de su carrera; también citó a Eddie Cochran como influencia temprana. de Muddy Waters, el primer guitarrista [eléctrico] que conoció Hendrix, dijo: «Oí uno de sus discos cuando era niño y 'me llevé un susto de muerte' después de oír todos esos 'sonidos'». En 1970 comentó en la revista Rolling Stone que era seguidor del artista western swing Bob Wills y que mientras vivió en Nashville seguía la serie de televisión Grand Ole Opry.
| No sé mucho de jazz. Sé que la mayoría de esos 'pájaros' solo tocan blues. Eso sí lo sé.——Hendrix hablando de jazz. |

Billy Cox comentó que cuando servía en el ejército con Hendrix, ambos escuchaban básicamente artistas de blues sureño como Jimmy Reed y Albert King. Según Cox: «King fue una influencia muy, muy importante». Howlin' Wolf también inspiró a Hendrix, quien tocó su canción «Killing Floor» para arrancar su concierto en el Monterey Pop Festival. Se puede apreciar la influencia del guitarrista Curtis Mayfield en su manera de tocar y de Bob Dylan en su forma de componer; es sabido que tocaba los discos de Dylan con mucha frecuencia, en especial Highway 61 Revisited y Blonde on Blonde. También mostró interés por la obra jazzística de Miles Davis y John Coltrane, llegando a proyectarse una sesión con Davis y el arreglista Gil Evans que quedó en suspenso tras el fallecimiento de Hendrix.

## Legado
La biografía del Salón de la Fama del Rock and Roll dice: «Jimi Hendrix es indiscutiblemente el instrumentista más grande de la historia del rock. Hendrix expandió el rango y vocabulario de la guitarra eléctrica en áreas que ningún otro músico se había aventurado antes. Su inagotable empuje, habilidades técnicas y creatividad a la hora de usar efectos como el wah-wah o la distorsión transformaron el sonido del rock and roll». El musicólogo Andy Aledort describió a Hendrix como «uno de los más creativos» e «influyentes músicos que jamás haya existido». El periodista musical Chuck Philips escribió: «En un campo casi exclusivamente poblado por músicos blancos, Hendrix ha servido como modelo para un ejército de jóvenes roqueros negros. Su logro fue reclamar el título que ya habían iniciado innovadores de raza negra en los años 50 como Little Richard y Chuck Berry».

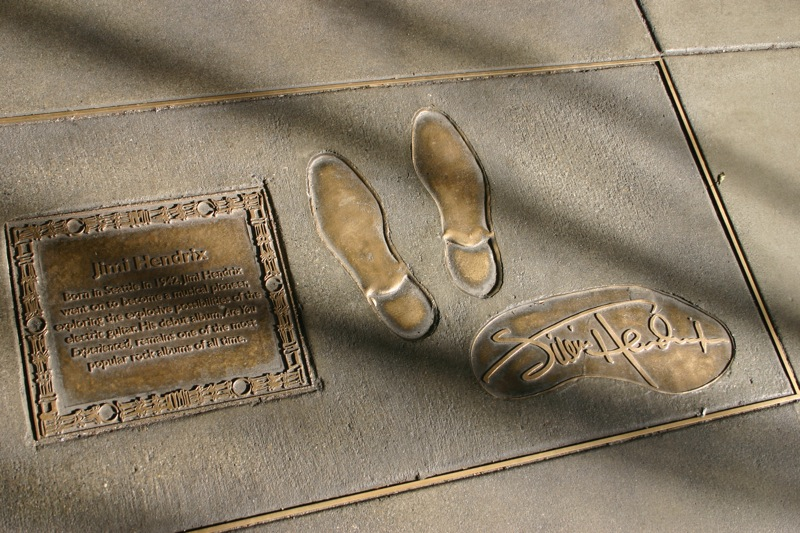
Conmemoración a Hendrix en la 5.ª Avenida, en Seattle.

A Hendrix le gustaba utilizar el overdrive y amplificadores con mucho volumen y ganancia. Fue pieza clave en desarrollar el uso del acople en sus piezas y ayudó a popularizar el uso del pedal wah-wah en el rock. Se alejó del uso de la técnica del fretting con la cejilla usada por la mayoría de los guitarristas y pasó a usar la sexta cuerda con el pulgar. Aplicó esta técnica en «Little Wing», ayudándose de esta técnica para mantener la nota raíz mientras tocaba la melodía a la vez. Se compara este método con el piano, siendo el pulgar la mano izquierda del pianista y el resto de dedos su mano derecha. Con varios años como líder de un trío musical, desarrolló la habilidad de tocar acordes rítmicos mientras seguía tocando guitarra líder, dando la impresión de que había dos guitarristas en el escenario. Fue el primer músico en añadir efectos de flanger estereofónico en grabaciones de rock. Holly George-Warren de Rolling Stone comentó: «Hendrix fue el pionero en usar su instrumento como una fuente de sonido electrónico. Los guitarristas anteriores a él habían experimentado con el acople y la distorsión, pero Hendrix convirtió estos efectos y otros en algo controlado, igual de fluido que el blues con el que empezó». Aledort escribió: «En el rock de guitarras, hay dos épocas: el antes y después de Hendrix».
Mientras pulía su estilo musical de voz y guitarra, Hendrix combinó diversos géneros, como blues, R&B, soul, rock británico, música folk, rock and roll de los años 50 y jazz. El musicólogo enfatizó sobre la importancia del blues en su estilo musical y según los escritores Steven Roby y Brad Schreiber, «exploró el alcance del rock psicodélico». Su influencia es evidente en gran variedad de la música popular y ha contribuido de forma significativa en el posterior desarrollo del hard rock, heavy metal, funk, jazz-rock, post-punk y hip hop. Es difícil exagerar sobre su influencia en los guitarristas posteriores a él, ya que sus técnicas y estilo han sido imitado por muchos. A pesar de sus frenéticas giras y célebre fama de perfeccionista, llegó a ser un artista muy prolífico y dejó gran cantidad de material grabado. Más de cuarenta años después de su fallecimiento y Hendrix sigue tan popular como siempre, vendiendo más discos anualmente que mientras estaba vivo.
Hendrix ha sido influencia para diversos artistas de funk y funk rock,como Prince, George Clinton, John Frusciante, actual miembro de Red Hot Chili Peppers, Eddie Hazel de Funkadelic o Ernie Isley de The Isley Brothers. La influencia de Hendrix se extiende a numerosos artistas de hip hop como De La Soul, A Tribe Called Quest, Digital Underground, Beastie Boys y Run-D.M.C. Hendrix causó una gran impresión en Miles Davis, quien comparó sus habilidades de improvisación con los del saxofonista John Coltrane. también influyó en la música industrial de Marilyn Manson, la leyenda del blues Stevie Ray Vaughan, al guitarrista de Metallica Kirk Hammett, al guitarrista de rock instrumental Joe Satriani, al guitarrista de Frank Zappa/David Bowie/Talking Heads/King Crimson/Nine Inch Nails, Adrian Belew, y al virtuoso Yngwie Malmsteen, quien dijo: «[Hendrix] creó la forma moderna de tocar, sin duda... Fue el primero. Lo comenzó todo. El resto es historia».

### Reconocimientos y premios

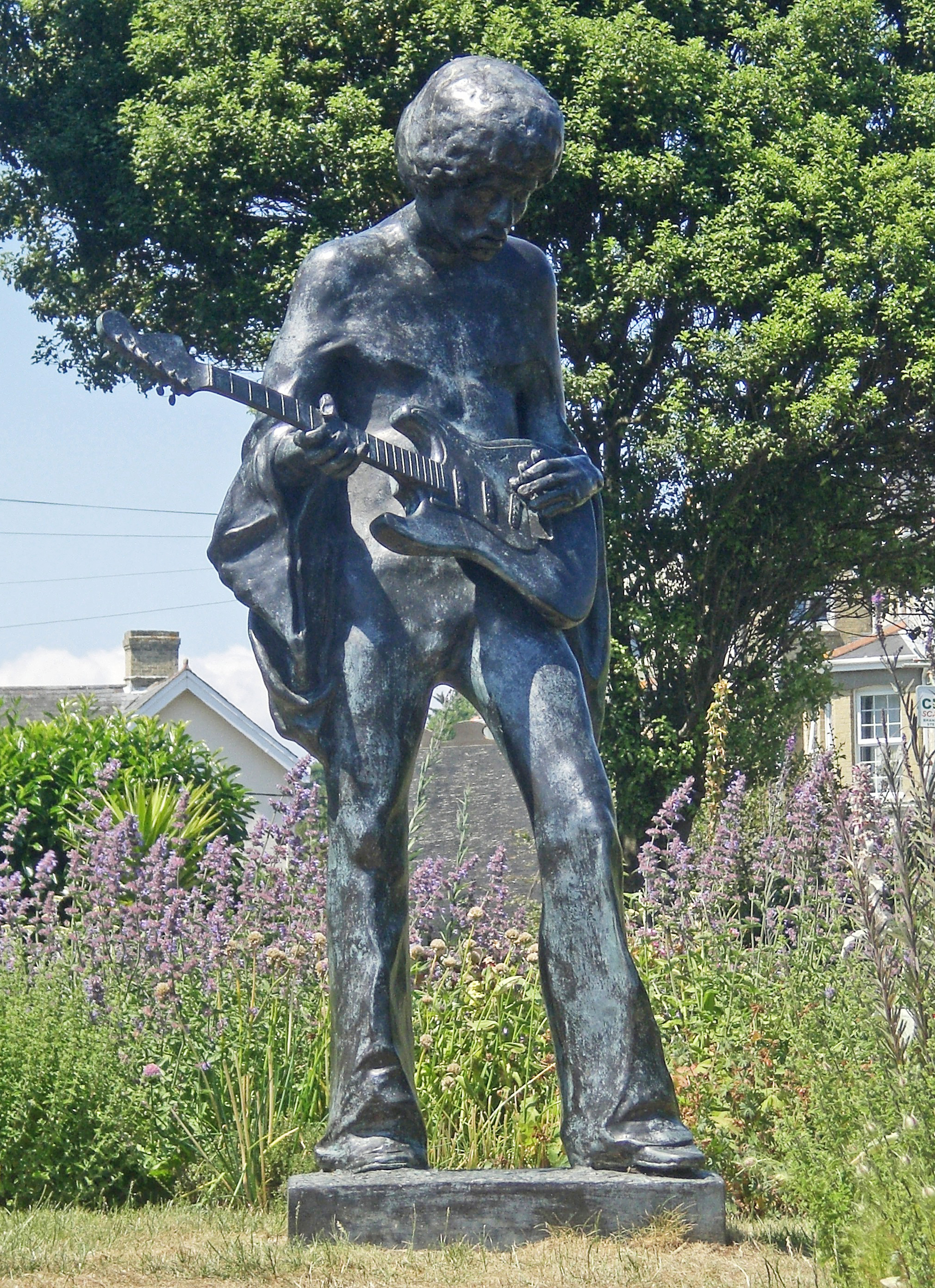
Estatua de Hendrix en Dimbola Lodge, Isle of Wight.

Hendrix recibió varios prestigiosos premios musicales tanto en vida como póstumos. En 1967, los lectores de Melody Maker le votaron como mejor músico pop del año. En 1968, Rolling Stone le proclamaron mejor intérprete del año, mientras que la ciudad de Seattle le entregó las llaves de la misma. El periódico Disc & Music Echo le honró como mejor músico a nivel mundial en 1969, mientras que en 1970 Guitar Player le otorgó el título de mejor guitarrista del año.
Rolling Stone incluyó sus tres discos de estudio Are You Experienced (1967), Axis: Bold as Love (1967) y Electric Ladyland (1968) entre los 500 mejores álbumes de todos los tiempos. Y le concedieron el primer puesto en su lista de los 100 mejores guitarristas de todos los tiempos y el sexto puesto en su lista de los 100 mejores artistas de la historia. Los lectores de Guitar World' votaron seis de sus solos de guitarra entre los 100 mejores de todos los tiempos: «Purple Haze» (70), «The Star-Spangled Banner» (52; de Live at Woodstock), «Machine Gun» (32; de Band of Gypsys), «Little Wing» (18), «Voodoo Child (Slight Return)» (11) y «All Along the Watchtower» (5). Rolling Stone colocó siete de sus grabaciones en su lista de las mejores 500 canciones de todos los tiempos: «Purple Haze» (17), «All Along the Watchtower» (47) «Voodoo Child (Slight Return)» (102), «Foxy Lady» (153), «Hey Joe» (201), «Little Wing» (366) y «The Wind Cries Mary» (379). También incluyeron tres en su lista de las 100 mejores canciones guitarreras de todos los tiempos: «Purple Haze» (2), «Voodoo Child» (12) y «Machine Gun» (49).

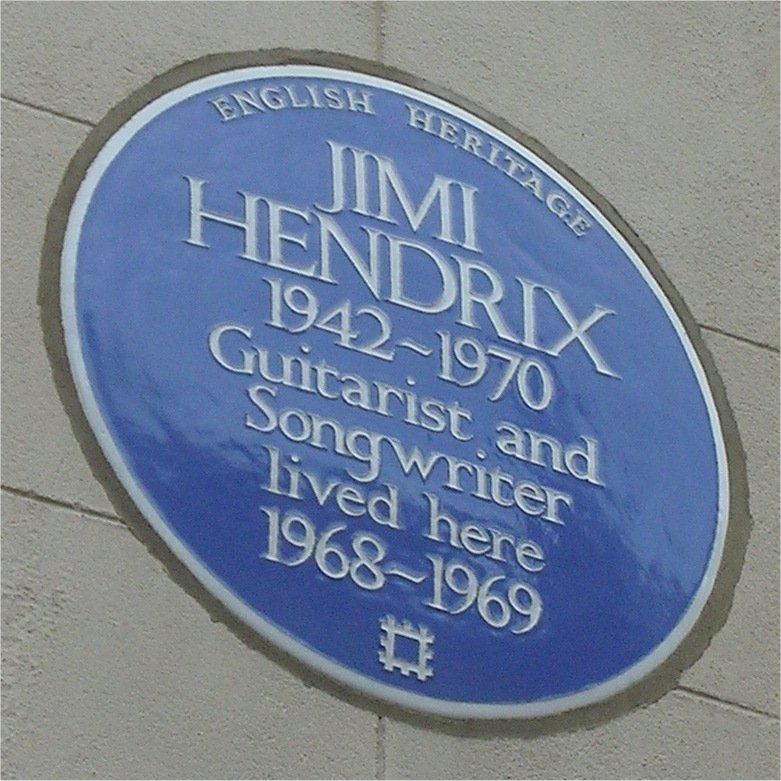
Placa conmemorativa en su residencia de Brook Street, Londres.

El 14 de noviembre de 1991 se le concedió una estrella en el Hollywood Walk of Fame en el 6627 Hollywood Boulevard. The Jimi Hendrix Experience entró en el Salón de la Fama del Rock and Roll en 1992 y en el UK Music Hall of Fame en el 2005. En 1999, los lectores de Rolling Stone y Guitar World le pusieron en sus listas de los músicos más importantes del siglo XX. En 2005, su álbum debut, Are You Experienced, se incluyó en el National Recording Registry de la biblioteca del Congreso de Estados Unidos, «para conservarlo por todos los tiempos como parte del legado audiovisual de la nación».
El blue plaque que preside su antigua residencia en el 23 Brook Street de Londres (junto a la antigua casa de Georg Friedrich Händel) fue la primera concedida por el English Heritage a un artista musical. En Seattle, entre las calles de Broadway y Pine hay una estatua conmemorativa de Hendrix tocando una Stratocaster. En mayo de 2006, la ciudad renombró un parque del distrito centra como Jimi Hendrix Park, en su honor. En 2012, se colocó una placa conmemorativa en el mismo lugar donde se llevó a cabo el Atlanta International Pop Festival de julio de 1970 cerca de Byron, Georgia. En la placa se puede leer: «Más de 30 conciertos, incluyendo al icono del rock Jimi Hendrix tocando ante el mayor público de su carrera».
En 1995, un grupo de admiradores propuso convertir su casa en museo, pero la oposición de un grupo de seguidores de Georg Frederich Häendel, que había vivido siglos antes de la misma casa, frustró el proyecto.
Hendrix ha recibido numerosos Grammy póstumos. En 1992 se le concedió un Grammy y toda su carrera y en 1999 dos por sus álbumes Are You Experienced y Electric Ladyland, mientras que Axis: Bold as Love recibió uno en 2006. En 2000, se le concedió un Grammy por su canción «Purple Haze», mientras que en 2001 se le otorgó por su versión de la canción de Dylan «All Along the Watchtower». El tributo de Hendrix a «The Star-Spangled Banner» ganó un Grammy en 2009.

## Discografía
| The Jimi Hendrix Experience - Are You Experienced (1967) - Axis: Bold as Love (1967) - Electric Ladyland (1968) Jimi Hendrix/Band of Gypsys - Band of Gypsys (1970; directo) | Álbumes póstumos - The Cry of Love (1971) - Rainbow Bridge (1971) - War Heroes (1972) - Loose Ends (1974) - Crash Landing (1975) - Midnight Lightning (1975) - Nine to the Universe (1980) - Radio One (1988) - First Rays of the New Rising Sun (1997) - South Saturn Delta (1997) - Valleys of Neptune (2010) - People, Hell and Angels (2013) - Both Sides of the Sky (2018) - Live in Maui (2020) |